# Sh2-68
Sh2-68 est une nébuleuse planétaire visible dans la constellation du Serpent.
Elle est située dans la partie nord de la constellation, à l'intérieur du Rift de l'Aigle à environ 4° nord-nord-est de l'étoile η Serpentis. Elle s'étend pendant 8 minutes d'arc en direction d'une région de la Voie lactée pauvre en champs d'étoiles et identifiable à l'aide de filtres spéciaux. La période la plus propice à son observation dans le ciel du soir se situe entre juin et novembre. N'étant qu'à 1° de l'équateur céleste, on peut l'observer indistinctement depuis toutes les régions peuplées de la Terre.
La nébuleuse a une forme très irrégulière en raison de sa position particulière. L'interaction avec le milieu interstellaire environnant a en fait déterminé une instabilité de Rayleigh-Taylor, d'où sa forme. Son étoile progénitrice est une naine blanche située dans une position décalée par rapport au centre de la nébuleuse. Sa distance est estimée entre 120 et 270 parsecs du système solaire, contre les 200-500 parsecs estimés pour la nébuleuse. Cela fait de cette nébuleuse, avec Sh2-174, un excellent sujet pour tester les théories sur l'interaction entre les nébuleuses planétaires et le milieu interstellaire environnant.